# کامپیتالیا
کامپیتالیا (لاتین: Ludi Compitalicii) در دین در روم باستان، یک جشنواره سالانه و جشن دینی بود. به افتخار لارس، خدای خانگی چهارراه، که در مکان‌هایی که دو یا چند راه به هم می‌رسید قربانی می‌کردند.
این جشن از پیدایش شهر رم قدیمی‌تر است. برخی از نویسندگان می‌گویند که توسط لوسیوس تارکوینیوس پریسکوس در نتیجه معجزه شرکت در تولد سرویوس تولیوس، که قرار بود پسر یک لارس فامیلیلارس یا خدای نگهبان باشد، ایجاد شده‌است.